# Amunicja morska

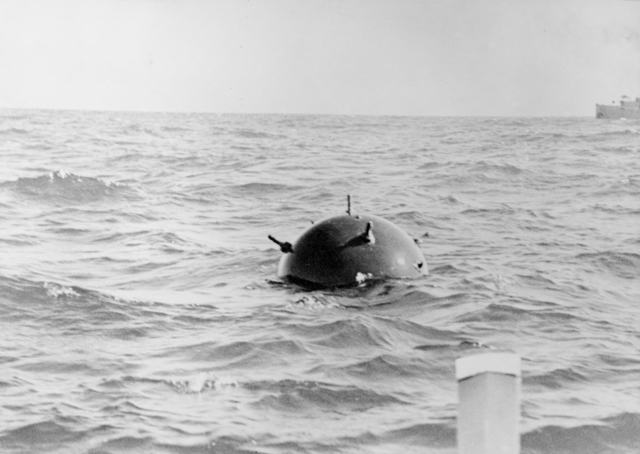
Przykład amunicji morskiej – mina kotwiczna

Amunicja morska – rodzaj amunicji stanowiący uzbrojenie jednostek pływających. Zalicza się do niej:
- torpedy;
- bomby głębinowe;
- wszystkie miny morskie;
- amunicję do dział okrętowych.